# Dòlar tuvalià
El dòlar de Tuvalu (en anglès Tuvaluan dollar o, simplement, dollar) és la unitat monetària de l'estat insular de Tuvalu des del 1976. Malgrat tot, el dòlar de Tuvalu no és, legalment parlant, una unitat monetària independent, sinó que de fet es tracta només d'una emissió especial de monedes de dòlars australians amb l'efígie de la reina Elisabet II a l'anvers i motius de la fauna de l'arxipèlag al revers. Els bitllets usats a Tuvalu són els mateixos que els australians; les monedes australianes també hi circulen amb el mateix valor que les de Tuvalu.
Com que el dòlar de Tuvalu no és una moneda independent, no té un codi ISO 4217 específic. Per tant, comparteix el codi estàndard internacional de les monedes australianes, AUD. Normalment s'abreuja $, o T$ per diferenciar-lo del dòlar dels Estats Units i d'altres tipus de dòlars.
Les monedes en circulació són les de 5, 10, 20 i 50 cents i d'1 dòlar. Les peces de menys valor, les d'1 i 2 cents, foren retirades de la circulació.
El cas del dòlar de Tuvalu amb relació al dòlar australià és similar al de la corona feroesa amb relació a la corona danesa.

## Taxes de canvi
- 1 EUR = 1,7034 AUD (28 de març del 2006)
- 1 USD = 1,4110 AUD (28 de març del 2006)

La taxa de canvi és la mateixa que la del dòlar australià, la moneda de valor legal a Tuvalu.